# Fuck the police records
fuck the police records（ファックザポリスレード）は2007年設立のヒップホップ系インディーズ音楽レーベルである。通称ポリレコ、FTPR。

DJ ogawa aka 朱雀 をはじめ、韓国人のgun、ブラジル人andreeの3人を中心に2007年NEW YORKにて設立された。「音のない所に音楽を」がレーベルのテーマであり、手頃な値段で楽曲を販売しているのが大きな特徴である. 　
2011年12月　全世界にいるポリレコジャンキーの解散しないでくれとの声も届かず、2011年内いっぱいの活動を最後に解散することを発表。

## 概要
- インターナショナルな活動を初心に国境なき音の一翼を担っている。

## 関係アーティスト名
- DJ ogawa aka 朱雀
- gun
- andree